# IPhone (1 generacja)
iPhone (nieoficjalnie iPhone 2G) – pierwszy smartfon firmy Apple Inc., oparty na systemie operacyjnym iPhone OS, mający pełnić funkcje telefonu komórkowego, platformy rozrywkowej i komunikatora internetowego. Urządzenie posiada także wbudowaną przeglądarkę internetową Safari Mobile umożliwiającą przeglądanie niektórych zasobów sieciowych. Jego następcą jest iPhone 3G.

## Specyfikacja
Nowatorskim rozwiązaniem w urządzeniu było zrezygnowanie z klawiatury – zamiast tego iPhone ma ekran dotykowy, przy którym użyto technologii Multi-Touch. Zamiast rysika, ekran obsługuje się palcami. Dodatkowymi innowacjami jest wyłączający się ekran po przyłożeniu do ucha (czujnik zbliżeniowy) oraz 3.5 calowy wyświetlacz o rozdzielczości 320 × 480 pikseli automatycznie dostosowujący obraz do położenia urządzenia (pion-poziom).
Możliwe jest odtwarzanie plików w formacie mp3, oglądanie filmów w formacie mpeg oraz robienie zdjęć aparatem cyfrowym (o rozdzielczości matrycy 2 megapiksele). Piosenki i filmy można umieszczać w pamięci telefonu za pomocą iTunes, identycznie jak w iPodzie. iPhone umożliwia bezprzewodowe połączenie z Internetem za pomocą Wi-Fi i przeglądanie stron internetowych za pomocą przeglądarki Safari. W rankingu trudności naprawiania otrzymał 3 punkty. Apple nigdy nie słynęło z ułatwiania ingerencji w swoje produkty. Trudna do zdjęcia obudowa oraz przylutowana bateria nie ułatwiają jakichkolwiek napraw.

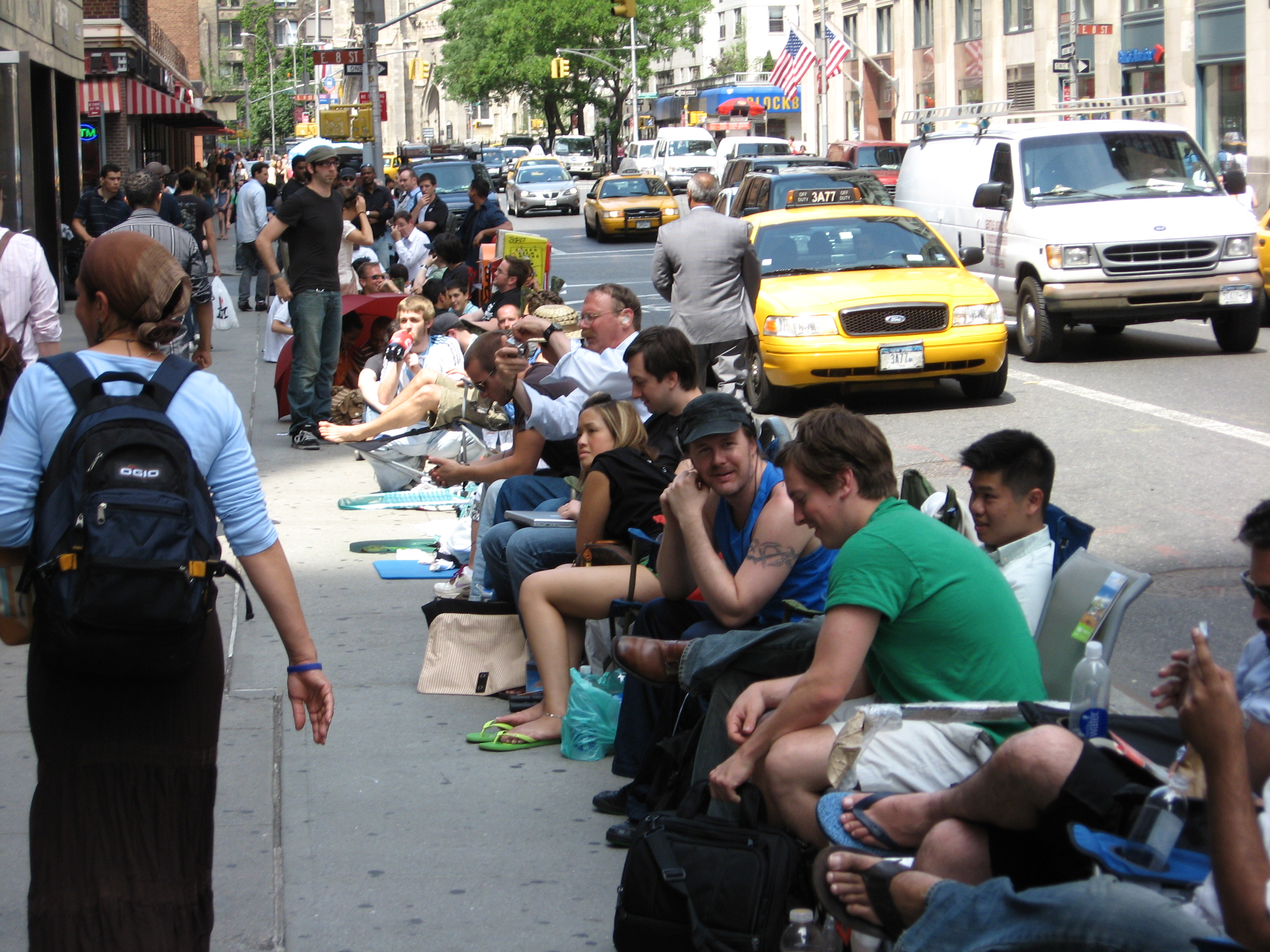
Ludzie czekający w kolejce za iPhone’em w Nowym Jorku

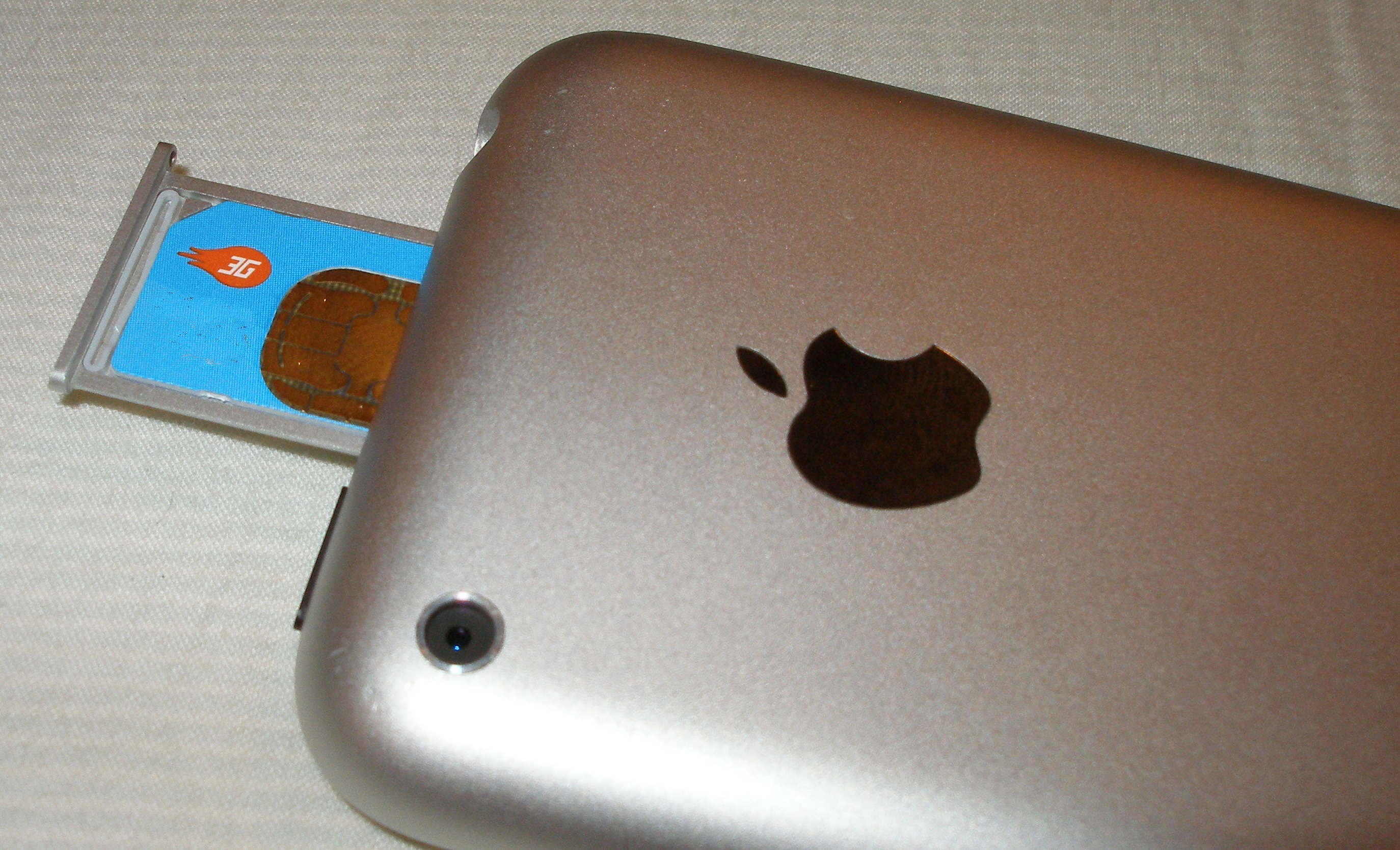
Slot na kartę SIM w iPhonie

## Wejście na rynek
iPhone został zaprezentowany 9 stycznia 2007 na wystawie Macworld w San Francisco przez Steve’a Jobsa. Po premierze iPhone’a akcje Apple skoczyły gwałtownie w górę. Z powodu prac nad iPhonem premierę systemu operacyjnego Mac OS X v10.5 przełożono z 11 czerwca na 26 października 2007.
28 czerwca 2007, dzień przed premierą, Steve Jobs ogłosił, że każdy pełnoetatowy pracownik Apple oraz niepełnoetatowi pracownicy pracujący przynajmniej rok, otrzymają za darmo iPhone’a. Urządzenia rozdano w lipcu 2007, gdy zapotrzebowanie zmalało.
Produkt wszedł do sprzedaży 29 czerwca 2007, w wersjach 4 GB pamięci po $499 i 8 GB pamięci po $599. iPhone’a (2 G) można było zakupić w Apple Store, jednak aby używać go w sieciach GSM, trzeba było podpisać dwuletnią umowę o abonament z AT&T. Zabezpieczenia iPhone’a odnośnie do Simlocka zostały jednak szybko złamane, a cena telefonu spadła do $399 za wersję 8 GB (i wycofano wersję 4 GB, ponieważ 80% egzemplarzy sprzedanych stanowiła wersja 8 GB). 5 lutego 2008 wprowadzono na rynek wersję 16 GB w cenie $499.
Już parę dni przed premierą przed salonami Apple i AT&T ustawiały się gigantyczne kolejki. Greg Packer – pierwszy w kolejce do sklepu w Nowym Jorku – czekał od poniedziałku rano do piątku wieczorem, czyli około 100 godzin. W iPhonie zastosowano zmodyfikowaną wersję systemu operacyjnego Mac OS X 10.5, która po ogłoszeniu SDK 6 marca została udokumentowana jako iPhone OS.
6 marca 2008 udostępniono SDK w wersji 2.0 beta, umożliwiające wykonanie oprogramowania dla iPhone’a i iPoda touch przez kogokolwiek, aczkolwiek rozprowadzanego tylko przez centralne repozytorium kontrolowane przez Apple Inc. o nazwie AppStore. System ten ostatecznie wdrożono w wersji stabilnej 6 czerwca 2008.

## Funkcje

### Ekran dotykowy
iPhone posiada wbudowany 3.5 calowy (8,9 cm) wyświetlacz ciekłokrystaliczny (320×480 pikseli) HVGA, który służy jako ekran dotykowy. Jest on skonstruowany do obsługi jednym, bądź kilkoma palcami, bez konieczności użycia rysika – wyświetlacz reaguje jednak na rysik do ekranów pojemnościowych. Do wpisywania tekstu służy wirtualna klawiatura, która pojawia się na ekranie kiedy jest to niezbędne i nie zajmuje niepotrzebnie miejsca kiedy jest nieprzydatna. iPhone ma wbudowany korektor pisowni, możliwość przewidywania słów oraz dynamiczny słownik, który zapamiętuje nowe słowa. Przewidywanie słów zostało zintegrowane z klawiaturą w taki sposób, że użytkownik nie musi być idealnie dokładny przy wpisywaniu tekstu – przypadkowe dotknięcie krawędzi sąsiednich liter zostanie w miarę możliwości skorygowane.
Przewijanie długich list działa na zasadzie obracającego się koła. Po przejechaniu palcem po wyświetlaczu, w odpowiedni sposób zbliżony do rozkręcania koła zamachowego, następuje przewinięcie danej listy, jednak po oderwaniu palca od ekranu lista jeszcze przez jakiś czas będzie się przewijać, a potem stopniowo zwalniać aż się zatrzyma.
Powiększanie zdjęć oraz stron internetowych, jest przykładem zastosowania technologii multi-touch. Np. w celu powiększenia zdjęcia, lub strony internetowej, trzeba użyć dwóch palców (umieścić je na środku wyświetlacza, a następnie przesunąć po przekątnej, jakby faktycznie coś rozciągając). W ten sam sposób można również zmniejszać daną treść, wykonując gest „uszczypnięcia”.
Ekran dotykowy reaguje dzięki trzem czujnikom:
- Zbliżeniowym – wygasza ekran oraz wyłącza reakcję ekranu na dotyk, gdy iPhone jest przyłożony do twarzy. Zapobiega to przypadkowemu naciśnięciu poprzez dotyk twarzy lub ucha podczas prowadzenia rozmowy telefonicznej.
- Natężenia światła – dostosowuje jasność wyświetlacza do zewnętrznych warunków, służy lepszej widoczności ekranu oraz oszczędności baterii.
- Przyspieszenia – dostosowuje orientację wyświetlacza (pozioma lub pionowa) do położenia urządzenia, mierząc przyspieszenie ziemskie.

iPhone ma jedynie cztery mechaniczne przełączniki – home button (powrót do głównego menu), sleep/wake (stan wstrzymania/powrót do pracy), volume up/down (zwiększenie/zmniejszenie głośności), ringer on/off (dźwięk włączony/wyłączony)

### Telefon
W urządzeniu dostępne są rozmowy konferencyjne, funkcja hold (wyłączenie głośnika i słuchawki bez przerywania połączenia), łączenie rozmów (gdy podczas dwuosobowej rozmowy otrzymamy połączenie, można utworzyć trzyosobową rozmowę konferencyjną). Telefon współpracuje z innymi funkcjami urządzenia, np. gdy podczas słuchania muzyki otrzymamy połączenie, odtwarzacz zostaje automatycznie wyciszony, a po zakończeniu połączenia muzyka automatycznie gra dalej.
Dzięki współpracy z AT&T Mobility, iPhone ma funkcję Visual Voicemail, która pozwala na obejrzenie listy wiadomości w poczcie głosowej bez konieczności dzwonienia do niej, oraz możliwość odsłuchiwania wiadomości w niechronologicznej kolejności, a przez wybór wiadomości z listy.
SMSy są ułożone w porządku chronologicznym, jednak w odróżnieniu do większości telefonów, wiadomości są pogrupowane z odpowiedziami, i wyświetlone w „chmurkach” w formie podobnej do czatu. Nie ma klasycznej skrzynki odbiorczej i wychodzącej. Wiadomości przypisane są do konkretnego kontaktu.

### Aparat cyfrowy
iPhone ma wbudowany aparat cyfrowy o rozdzielczości 2 megapiksele, umieszczony z tyłu urządzenia. Aparat telefonu z oryginalnym oprogramowaniem od Apple nie ma funkcji nagrywania filmów.

### Odtwarzacz multimedialny
Wygląd odtwarzacza różni się od poprzednich iPodów rozmaitymi cechami, np. rozmiarem czcionki. iPhone może odtwarzać filmy, jednak w odróżnieniu od zdjęć oraz obrazków, filmy mogą być odtwarzane jedynie w ułożeniu panoramicznym (poziomym). Format obrazu można wybierać pomiędzy widescreen (formatem panoramicznym [16:9]) a całkowitym wypełnieniem ekranu (formatem [3:2]).
Wbudowany w iPhone odtwarzacz jako pierwszy otrzymał funkcję Cover Flow. Polega ona na tym, że podczas odtwarzania czy przeszukiwania swojej kolekcji muzyki, możemy odwrócić iPhone w położenie poziome i przejść do funkcji przerzucania okładek, czyli właśnie Cover Flow.

### Internet i komunikacja
Urządzenie posiada wbudowany moduł Wi-Fi, oraz zainstalowaną (zmodyfikowaną) przeglądarkę Safari. iPhone może się również łączyć z siecią EDGE firmy AT&T, jednak nie obsługuje HSDPA, 3G. Steve Jobs stwierdził, że obsługa 3G będzie funkcją nowej wersji, która ukaże się w przyszłości.
Urządzenie nie obsługuje technologii Flash i prawdopodobnie nie będzie jej obsługiwać w następnej wersji (Steve Jobs w wywiadzie oznajmił, że Flash nie jest gotowy dla urządzeń mobilnych i zbyt obciąża baterię).
Na podstawie umowy pomiędzy Apple Inc. a Google, stworzono specjalne wersję YouTube oraz Google Maps przystosowane do iPhone’a. Wyższy priorytet ma sieć WiFi – jeżeli nie jest dostępny jakikolwiek hotspot, telefon automatycznie połączy się z Internetem przez EDGE. Urządzenie posiada wbudowany moduł Bluetooth 2.0+EDR, używany do łączenia się ze słuchawkami bezprzewodowymi, jednak nie pozwala na wymianę plików między telefonami.
iPhone także obsługuje e-maile w formacie HTML i ma możliwość dodawania zdjęć do wysyłanych wiadomości. Nie obsługuje bezpośrednio wiadomości MMS, ale może je odbierać i wysyłać przez bramki e-mail lub WWW (taką udostępnia m.in. brytyjskie O2).

### System operacyjny
iPhone działa na systemie operacyjnym iPhone OS, bazujący na rdzeniu Mac OS X 10.5. System zajmuje około 700 MB, według Apple będzie przystosowany do obsługi przyszłych aplikacji. System posiada Core Animation – bibliotekę funkcji odpowiedzialną za obsługę animacji w urządzeniu. Biblioteka ta nie była dotychczas używana w jakimkolwiek systemie operacyjnym, do czasu jej użycia w Mac OS X v10.5. Firma oferuje także prosty system dokonywania aktualizacji systemu, podobny do tego zastosowanego w iPodach czy Macintoshach. W iPhonie znajdują się od razu dwa widgety: pozwalający sprawdzać pogodę, giełdę oraz pozwalający pisać podręczne notatki.

### Inne
Obudowa iPhone’a nie pozwala na wymianę baterii w tradycyjny sposób, poprzez ściągnięcie tyłu telefonu i wyjęcie baterii, dlatego bateria w iPhonie nie powinna być wymieniana przez użytkownika, ponieważ w ten sposób można uszkodzić telefon. Wymianę baterii zaleca się wykonać w autoryzowanym serwisie. Według producenta pojemność baterii pozwala na: 24 godziny słuchania muzyki, prowadzenie rozmowy do 8 godzin, oglądanie filmów do 8 godzin, przeglądanie Internetu do 6 godzin, bądź czuwanie do 250 godzin, jednak czas ten jest zależny od różnych ustawień. Bateria jest wykonana w technologii litowo-polimerowej i nie posiada efektu pamięci. Wymiana baterii w autoryzowanym serwisie kosztuje 90 $.
Do iPhone’a wyprodukowano słuchawki, podobne do tych z iPoda, ale zawierające mikrofon. Połączenie można odebrać/zakończyć poprzez wciśnięcie przycisku przy mikrofonie. Dwukrotne naciśnięcie przycisku przy mikrofonie skutkuje odtwarzaniem następnego utworu w odtwarzaczu muzyki.

## Kontynuacje
We wrześniu 2007 Apple Inc. przedstawił odtwarzacz iPod touch, który ma podobną budowę i to samo oprogramowanie co iPhone, aczkolwiek jest cieńszy, w pewnych kwestiach uproszczony. Pewne funkcje oprogramowania zostały jednak pominięte, jednakże zostały one udostępnione później. 9 czerwca 2008 zaprezentowany został następca iPhone 1 generacji – iPhone 3G. iPhone jest ciągle rozwijany, w 2013 roku miał swoją premierę iPhone 7 generacji, czyli iPhone 5S, a także jego tańsza i okrojona wersja iPhone 5c. 9 września 2014 roku Apple zaprezentowało iPhone 6 (4,7 cala) oraz jego powiększoną wersję – iPhone’a 6 Plus (5,5 cala). Następnymi iPhonami są 6s, 6s Plus (premiera obu odbyła się 25 września 2015) oraz SE (premiera – 21 marca 2016. Telefon uznano jako iPhona 6s w obudowie 5s).

## Polska premiera iPhone
iPhone 1 generacji nie został zaprezentowany w Polsce. Dopiero 22 sierpnia 2008 o północy miała miejsce polska premiera iPhone, już w drugiej wersji, iPhone 3G, w sieciach Orange i Era.